# 高槻市立川西小学校
高槻市立川西小学校（たかつきしりつ かわにし しょうがっこう）は、大阪府高槻市にある公立小学校。1956年に高槻市立芥川小学校より分離開校した。
高槻市の中心市街地から少し西側の住宅地に位置する。1970年の校舎増改築工事の際、学校敷地内から奈良時代の遺跡「嶋上郡衙跡」（郡役所の跡）が発見された。そのため、遺跡を人工地層で保護した上に校舎が建てられた。

## 沿革
- 1956年4月1日 - 高槻市立川西小学校として開校。当初は芥川小学校内に仮校舎を設置。
- 1956年7月3日 - 現在地に校舎完成、移転。
- 1970年 - 校内から嶋上郡衙跡が発見される。
- 1973年4月1日 - 高槻市立津之江小学校、高槻市立赤大路小学校を分離。
- 1974年4月1日 - 高槻市立郡家小学校を分離。また当時の校区の一部を赤大路小学校校区へ編入。
- 1986年4月1日 - 養護学級を設置。
- 1997年 - 高槻市教育委員会から、コンピュータ教育の研究校に指定される。

## 通学区域
- 高槻市 清福寺町、朝日町（一部）、川西町1・2丁目。

卒業生は基本的に高槻市立第二中学校、高槻市立川西中学校へ分かれて進学する。

## 交通
- 東海道本線（JR京都線） 高槻駅 西へ約1.2km。
- 高槻市営バス 清福寺バス停下車。